# Домагой Віда
Домагой Віда (хорв. Domagoj Vida, * 29 квітня 1989, Нашиці) — хорватський футболіст, захисник грецького клубу АЕК та колишній гравець збірної Хорватії.

## Клубна кар'єра

### Ранні роки
Віда народився 29 квітня 1989 року в передмісті четвертого за величиною міста в Хорватії Осієк, розташованого на сході країни. Батьки — Рудика та Желька Віда, старший брат Рхвоє. Тато професійно грав у футбол і був форвардом у клубах «Осієк» та «Белішце»;
завдяки своєму батькові почав займатися футболом із семи років у школі клубу «Єдинство Доньї Михойлач».
З 2003 року став виступати в місцевій дитячо-юнацькій команді при клубі «Осієк». З сезону 2006/07 Домагой закріпився в основному складі цієї команди й успішно виступав в чемпіонаті Хорватії.

### «Баєр 04»
Домагой був залучений до ігор юнацьких збірних країни й став вважатися одним з перспективних хорватських гравців. Завдяки успішним виступам його запримітили скаути футбольних клубів Європи, але за сприяння батьків він вирішив перебратися до Леверкузена в місцевий «Баєр 04», за який почав виступати з літа 2010 року. Проте пробитися до основної команди Віда не зміг і протягом сезону виступав здебільшого в матчах Ліги Європи. Дебют Віди в Бундеслізі відбувся 5 березня 2011 року в домашньому розгромі «Вольфсбурга» з рахунком 3:0, коли він вийшов на заміну на 14-й хвилині замість травмованого Мануеля Фрідріха. Цей матч залишився для нього єдиним в Бундеслізі.

### «Динамо» (Загреб)

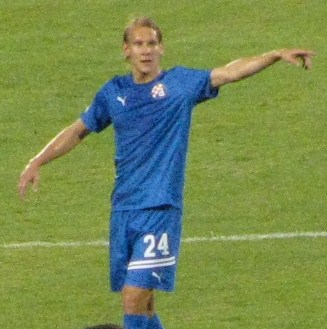
Домагой Віда під час виступів за «Динамо» (Загреб). 2011 рік

14 червня 2011 року Віда повернувся в чемпіонат Хорватії, підписавши контракт із загребським «Динамо». У сезоні 2011/12 Домагой став у складі «Динамо» чемпіоном і володарем Кубка Хорватії.

### «Динамо» (Київ)

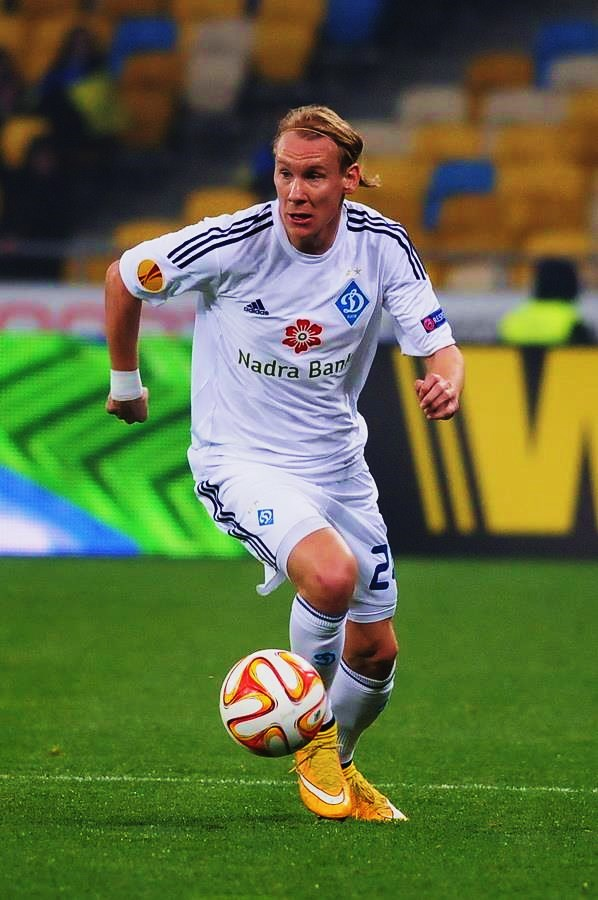
Домагой Віда під час виступів за «Динамо» (Київ). 2014 рік

2 січня 2013 року підписав контракт на п'ять років з київським «Динамо». Дебютний гол за киян хорват забив 17 березня 2013 року на 4-й хвилині матчу з полтавською «Ворсклою». Гол виявився єдиним у матчі.
Наступного взяття воріт від Віди довелося чекати більше року, однак це виявився переможний гол у фіналі Кубка України. 15 травня 2014 року «Динамо» і донецький «Шахтар» зійшлися у вирішальному матчі в Полтаві. Рахунок ударом по своїх воротах відкрив гірник Олександр Кучер, через три хвилини Віда завдав точний удар головою після подачі кутового. У другому таймі «Шахтарю» вдалося відіграти один м'яч. Таким чином, гол хорвата знову виявився вирішальним і допоміг після семирічної перерви повернути трофей в Київ.
Третій м'яч Віди за «Динамо» знову був забитий у ворота «Шахтаря» і знову виявився переможним. Сталося це вже у рамках чемпіонату країни, в першому колі сезону 2014/15. Віда знову точно пробив головою, і кияни здобули важливу перемогу — 1:0. В тому ж сезоні хорват відкрив рахунок забитим м'ячам за «Динамо» і в єврокубках. 6 листопада 2014 року в рамках групового турніру Ліги Європи кияни зустрічалися з данським «Ольборгом». У Данії динамівці поступилися 0:3, і їм, щоб зберегти лідерство в групі, потрібен був потрібен реванш. На 68-й хвилині за нульового рахунку підопічні Реброва залишилися в меншості — поле за фол останньої надії залишив Александар Драгович. Однак на 70-й хвилині хорватський легіонер знову забиває головою після подачі кутового і допомагає киянам вийти на перше місце в групі.
17 травня 2015 року в домашньому матчі чемпіонату проти дніпропетровського «Дніпра» на 84 хвилині забив гол у ворота «дніпрян», який став єдиним у матчі і приніс перемогу в чемпіонаті України, 14-й раз в історії і в перший раз за останні 6 років. Цей м'яч став чемпіонським, і першим, забитим Відою не головою.

### «Бешікташ»
3 січня 2018 року перебрався до Туреччини, підписавши контракт на 4,5 роки з «Бешікташем».

## Збірна

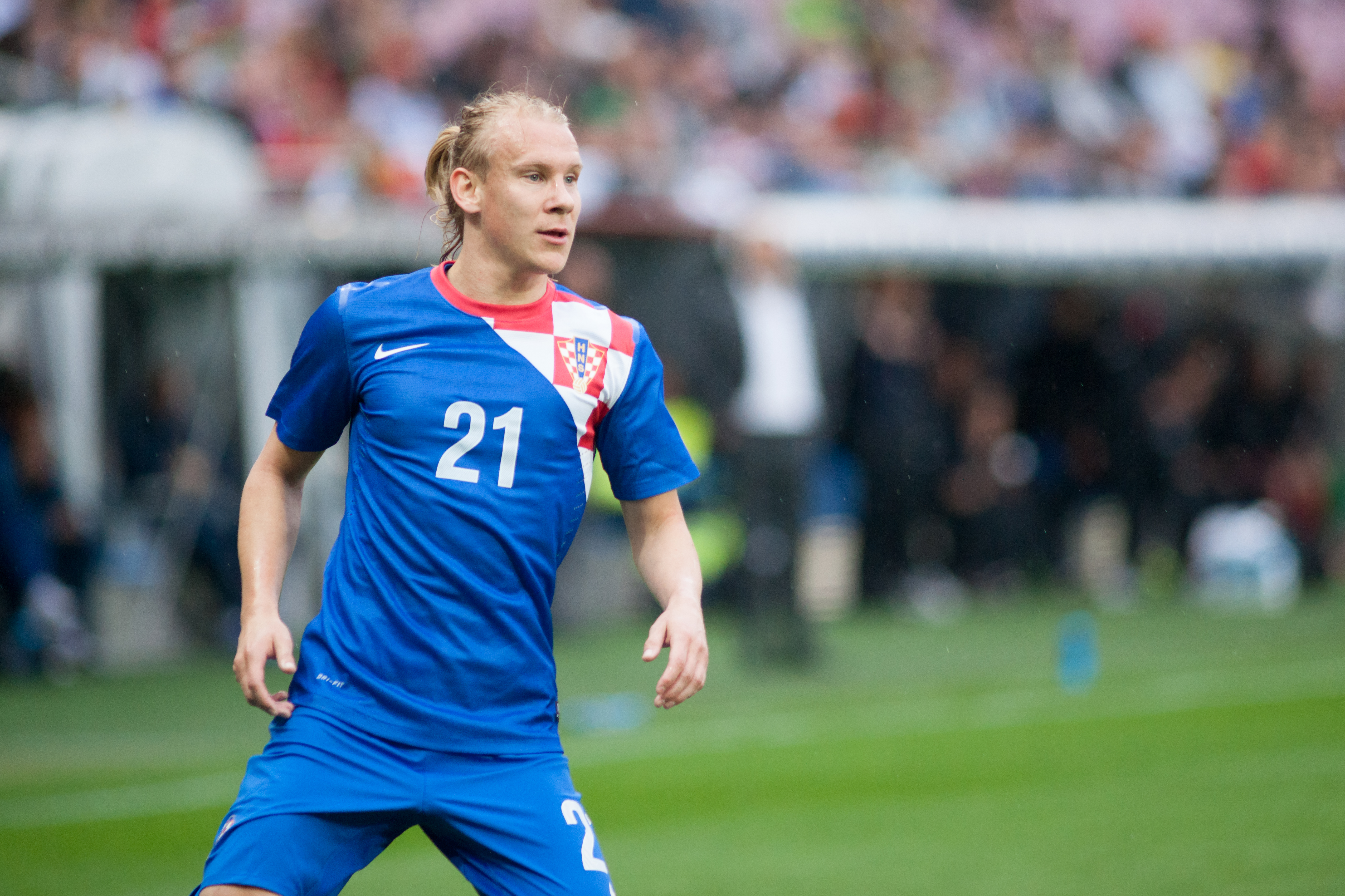
Домагой Віда у складі збірної Хорватії. 10 червня 2013 року

Дебютував за збірну Хорватії 23 травня 2010 року у товариському матчі проти збірної Уельсу, замінивши на 75 хвилині Дарійо Срну.
Брав участь у відбіркових матчах до чемпіонату Європи 2012 року. 29 травня 2012 року був включений головним тренером збірної Славеном Біличем до складу команди для участі на самому турнірі. Єдиним матчем футболіста на Євро стала гра проти збірної Іспанії, в якій хорвати поступилися з рахунком 0:1.
Через два роки був у заявці «картатих» на чемпіонаті світу 2014 року у Бразилії, але на поле не виходив.
На Євро-2016, на якому хорвати дійшли 1/8 фіналу, де мінімально 0:1 програли майбутнім переможцям першості, португальцям, вже був основним захисником збірної і взяв участь у трьох з чотирьох матчів на турнірі.
Чемпіонат світу 2018 року також починав як стабільний гравець стартового складу. Допоміг команді не пропустити жодного гола у двох стартових матчах групового етапу — проти Нігерії (2:0) і Аргентини (3:0) — чим завчасно оформити вихід до стадії плей-оф. Відзначився у чвертьфінальному матчі проти збірної Росії, забивши гол у додатковий час, а також реалізував пенальті в післяматчевій серії. Після цієї перемоги Віда разом з Огнєном Вукоєвичем записали відеозвернення в роздягальні хорватської збірної. На ньому Віда вигукує «Слава Україні!», а Вукоєвич додає: «Ця перемога за „Динамо“ і за Україну. Хорватія, вперед!». Відео спричинило шквал критики в Росії та заклики до ФІФА покарати захисника збірної Хорватії, але дисциплінарний комітет ФІФА обмежився попередженням Домагою. Натомість Вукоєвич, що працював скаутом хорватської збірної на цьому чемпіонаті, отримав жорстке покарання від Федерації футболу Хорватії. Він був виключений з команди збірної Хорватії. Федерація футболу Хорватії зазначила, що звільнивши Вукоєвича, вона «вибачається перед російською громадськістю за ці дії».
У свою чергу президент УАФ Андрій Павелко пообіцяв відшкодувати, як юридично так і матеріально, Огнєну та Віді усі збитки, завдані ФІФА та їхньою федерацією.Домагой завершив кар'єру в збірній Хорватії 21 липня 2024 року.

## Статистика виступів

### Статистика клубних виступів
Станом на 27 червня 2018 року
| Сезон                       | Команда                     | Чемпіонат                   | Чемпіонат | Чемпіонат | Національний кубок | Національний кубок | Національний кубок | Континентальні кубки | Континентальні кубки | Континентальні кубки | Інші змагання | Інші змагання | Інші змагання | Усього | Усього |
| Сезон                       | Команда                     | Ліга                        | Ігор      | Голів     | Ліга               | Ігор               | Голів              | Ліга                 | Ігор                 | Голів                | Ліга          | Ігор          | Голів         | Ігор   | Голів  |
| --------------------------- | --------------------------- | --------------------------- | --------- | --------- | ------------------ | ------------------ | ------------------ | -------------------- | -------------------- | -------------------- | ------------- | ------------- | ------------- | ------ | ------ |
| 2006–07                     | «Осієк»                     | 1. ХФЛ                      | 12        | 0         | КХ                 | 0                  | 0                  | -                    | -                    | -                    | -             | -             | -             | 12     | 0      |
| 2007–08                     | «Осієк»                     | 1. ХФЛ                      | 21        | 0         | КХ                 | 1                  | 0                  | -                    | -                    | -                    | -             | -             | -             | 22     | 0      |
| 2008–09                     | «Осієк»                     | 1. ХФЛ                      | 30        | 2         | КХ                 | 1                  | 0                  | -                    | -                    | -                    | -             | -             | -             | 31     | 2      |
| 2009–10                     | «Осієк»                     | 1. ХФЛ                      | 27        | 4         | КХ                 | 3                  | 0                  | -                    | -                    | -                    | -             | -             | -             | 30     | 4      |
| Усього за «Осієк»           | Усього за «Осієк»           | Усього за «Осієк»           | 90        | 6         |                    | 5                  | 0                  |                      | -                    | -                    |               | -             | -             | 95     | 6      |
| 2010–11                     | «Баєр 04»                   | БЛ                          | 1         | 0         | КН                 | 0                  | 0                  | ЛЄ                   | 8                    | 0                    | -             | -             | -             | 9      | 0      |
| 2011–12                     | «Динамо» (Загреб)           | 1. ХФЛ                      | 29        | 2         | КХ                 | 6                  | 0                  | ЛЧ                   | 12                   | 0                    | -             | -             | -             | 47     | 2      |
| 2012-січ. 2013              | «Динамо» (Загреб)           | 1. ХФЛ                      | 15        | 4         | КХ                 | 1                  | 0                  | ЛЧ                   | 12                   | 2                    | -             | -             | -             | 28     | 6      |
| Усього за «Динамо» (Загреб) | Усього за «Динамо» (Загреб) | Усього за «Динамо» (Загреб) | 44        | 6         |                    | 7                  | 0                  |                      | 24                   | 2                    |               | -             | -             | 75     | 8      |
| січ.-черв. 2013             | «Динамо» (Київ)             | ПЛ                          | 12        | 1         | КУ                 | -                  | -                  | ЛЄ                   | 2                    | 0                    | -             | -             | -             | 14     | 1      |
| 2013–14                     | «Динамо» (Київ)             | ПЛ                          | 17        | 0         | КУ                 | 4                  | 1                  | ЛЄ                   | 5                    | 0                    | -             | -             | -             | 26     | 1      |
| 2014–15                     | «Динамо» (Київ)             | ПЛ                          | 20        | 2         | КУ                 | 6                  | 0                  | ЛЄ                   | 10                   | 1                    | СУ            | 1             | 0             | 37     | 3      |
| 2015–16                     | «Динамо» (Київ)             | ПЛ                          | 18        | 2         | КУ                 | 3                  | 0                  | ЛЧ                   | 5                    | 0                    | СУ            | 1             | 0             | 27     | 2      |
| 2016–17                     | «Динамо» (Київ)             | ПЛ                          | 28        | 3         | КУ                 | 4                  | 0                  | ЛЧ                   | 6                    | 0                    | СУ            | 1             | 1             | 39     | 4      |
| 2017-січ. 2018              | «Динамо» (Київ)             | ПЛ                          | 9         | 2         | КУ                 | 0                  | 0                  | ЛЧ+ЛЄ                | 2+6                  | 0                    | СУ            | 1             | 0             | 18     | 2      |
| Усього за «Динамо» (Київ)   | Усього за «Динамо» (Київ)   | Усього за «Динамо» (Київ)   | 104       | 10        |                    | 17                 | 1                  |                      | 36                   | 1                    |               | 4             | 1             | 161    | 13     |
| січ.-черв. 2018             | «Бешікташ»                  | СЛ                          | 13        | 1         | TK                 | 4                  | 0                  | ЛЧ                   | 1                    | 0                    | ST            | -             | -             | 18     | 1      |
| Усього за кар'єру           | Усього за кар'єру           | Усього за кар'єру           | 252       | 23        |                    | 33                 | 1                  |                      | 69                   | 3                    |               | 4             | 1             | 358    | 28     |

### Статистика виступів за збірну
Станом на 8 липня 2018 року
| Дата       | Місто               | Господарі         | Результат               | Гості              | Турнір               | Голи | Примітки |
| ---------- | ------------------- | ----------------- | ----------------------- | ------------------ | -------------------- | ---- | -------- |
| 23-5-2010  | Осієк               | Хорватія          | 2 – 0                   | Уельс              | товариський матч     | -    | 75'      |
| 26-5-2010  | Таллінн             | Естонія           | 0 – 0                   | Хорватія           | товариський матч     | -    |          |
| 29-3-2011  | Сен-Дені            | Франція           | 0 – 0                   | Хорватія           | товариський матч     | -    | 80' 84'  |
| 7-10-2011  | Афіни               | Греція            | 2 – 0                   | Хорватія           | Відбір до ЧЄ 2012    | -    | 75'      |
| 11-10-2011 | Рієка               | Хорватія          | 2 – 0                   | Латвія             | Відбір до ЧЄ 2012    | -    | 34'      |
| 11-11-2011 | Стамбул             | Туреччина         | 0 – 3                   | Хорватія           | Відбір до ЧЄ 2012    | -    |          |
| 15-11-2011 | Загреб              | Хорватія          | 0 – 0                   | Туреччина          | Відбір до ЧЄ 2012    | -    | 18'      |
| 29-2-2012  | Загреб              | Хорватія          | 1 – 3                   | Швеція             | товариський матч     | -    | 35' 67'  |
| 25-5-2012  | Пула                | Хорватія          | 3 – 1                   | Естонія            | товариський матч     | -    |          |
| 2-6-2012   | Осло                | Норвегія          | 1 – 1                   | Хорватія           | товариський матч     | -    |          |
| 18-6-2012  | Гданськ             | Хорватія          | 0 – 1                   | Іспанія            | ЧЄ 2012 - 1-й етап   | -    | 66'      |
| 15-8-2012  | Спліт               | Хорватія          | 2 – 4                   | Швейцарія          | товариський матч     | -    |          |
| 7-9-2012   | Загреб              | Хорватія          | 1 – 0                   | Північна Македонія | Відбір до ЧС 2014    | -    | 81'      |
| 11-9-2012  | Брюссель            | Бельгія           | 1 – 1                   | Хорватія           | Відбір до ЧС 2014    | -    |          |
| 16-10-2012 | Осієк               | Хорватія          | 2 – 0                   | Уельс              | Відбір до ЧС 2014    | -    | 85'      |
| 22-3-2013  | Загреб              | Хорватія          | 2 – 0                   | Сербія             | Відбір до ЧС 2014    | -    |          |
| 10-6-2013  | Женева              | Хорватія          | 0 – 1                   | Португалія         | товариський матч     | -    |          |
| 14-8-2013  | Вадуц               | Ліхтенштейн       | 2 – 3                   | Хорватія           | товариський матч     | -    |          |
| 10-9-2013  | Чонджу              | Південна Корея    | 1 – 2                   | Хорватія           | товариський матч     | 1    | 88'      |
| 11-10-2013 | Загреб              | Хорватія          | 1 – 2                   | Бельгія            | Відбір до ЧС 2014    | -    |          |
| 15-10-2013 | Единбург            | Шотландія         | 2 – 0                   | Хорватія           | Відбір до ЧС 2014    | -    |          |
| 31-5-2014  | Осієк               | Хорватія          | 2 – 1                   | Малі               | товариський матч     | -    | 60'      |
| 7-6-2014   | Салвадор (Бразилія) | Хорватія          | 1 – 0                   | Австралія          | товариський матч     | -    | 44'      |
| 4-9-2014   | Пула                | Хорватія          | 2 – 0                   | Кіпр               | товариський матч     | -    | 69'      |
| 10-10-2014 | Софія (місто)       | Болгарія          | 0 – 1                   | Хорватія           | Відбір до ЧЄ 2016    | -    | 51'      |
| 13-10-2014 | Осієк               | Хорватія          | 6 – 0                   | Азербайджан        | Відбір до ЧЄ 2016    | -    |          |
| 16-11-2014 | Мілан               | Італія            | 1 – 1                   | Хорватія           | Відбір до ЧЄ 2016    | -    |          |
| 28-3-2015  | Загреб              | Хорватія          | 5 – 1                   | Норвегія           | Відбір до ЧЄ 2016    | -    |          |
| 12-6-2015  | Спліт               | Хорватія          | 1 – 1                   | Італія             | Відбір до ЧЄ 2016    | -    |          |
| 3-9-2015   | Баку                | Азербайджан       | 0 – 0                   | Хорватія           | Відбір до ЧЄ 2016    | -    | 43'      |
| 6-9-2015   | Осло                | Норвегія          | 2 – 0                   | Хорватія           | Відбір до ЧЄ 2016    | -    |          |
| 10-10-2015 | Загреб              | Хорватія          | 3 – 0                   | Болгарія           | Відбір до ЧЄ 2016    | -    |          |
| 13-10-2015 | Та-Калі             | Мальта            | 0 – 1                   | Хорватія           | Відбір до ЧЄ 2016    | -    |          |
| 17-11-2015 | Ростов-на-Дону      | Росія             | 1 – 3                   | Хорватія           | товариський матч     | -    | 37'      |
| 23-3-2016  | Осієк               | Хорватія          | 2 – 0                   | Ізраїль            | товариський матч     | -    |          |
| 26-3-2016  | Будапешт            | Угорщина          | 1 – 1                   | Хорватія           | товариський матч     | -    | 49'      |
| 27-5-2016  | Копривниця          | Хорватія          | 1 – 0                   | Молдова            | товариський матч     | -    | 46'      |
| 4-6-2016   | Рієка               | Хорватія          | 10 – 0                  | Сан-Марино         | товариський матч     | -    |          |
| 12-6-2016  | Париж               | Туреччина         | 0 – 1                   | Хорватія           | ЧЄ 2016 - 1-й етап   | -    | 87'      |
| 17-6-2016  | Сент-Етьєн          | Чехія             | 2 – 2                   | Хорватія           | ЧЄ 2016 - 1-й етап   | -    | 88'      |
| 25-6-2016  | Ланс                | Хорватія          | 0 – 1 д.ч.              | Португалія         | ЧЄ 2016 - 1/8 фіналу | -    |          |
| 5-9-2016   | Загреб              | Хорватія          | 1 – 1                   | Туреччина          | Відбір до ЧС 2018    | -    |          |
| 6-10-2016  | Шкодер (місто)      | Косово            | 0 – 6                   | Хорватія           | Відбір до ЧС 2018    | -    |          |
| 9-10-2016  | Тампере             | Фінляндія         | 0 – 1                   | Хорватія           | Відбір до ЧС 2018    | -    |          |
| 12-11-2016 | Загреб              | Хорватія          | 2 – 0                   | Ісландія           | Відбір до ЧС 2018    | -    | 76'      |
| 15-11-2016 | Белфаст             | Північна Ірландія | 0 – 3                   | Хорватія           | товариський матч     | -    | 59'      |
| 24-3-2017  | Загреб              | Хорватія          | 1 – 0                   | Україна            | Відбір до ЧС 2018    | -    |          |
| 28-3-2017  | Таллінн             | Естонія           | 3 – 0                   | Хорватія           | товариський матч     | -    | 84'      |
| 11-6-2017  | Рейк'явік           | Ісландія          | 1 – 0                   | Хорватія           | Відбір до ЧС 2018    | -    |          |
| 2-9-2017   | Загреб              | Хорватія          | 1 – 0                   | Косово             | Відбір до ЧС 2018    | 1    |          |
| 5-9-2017   | Ескішехір           | Туреччина         | 1 – 0                   | Хорватія           | Відбір до ЧС 2018    | -    |          |
| 6-10-2017  | Рієка               | Хорватія          | 1 – 1                   | Фінляндія          | Відбір до ЧС 2018    | -    |          |
| 9-10-2017  | Київ                | Україна           | 0 – 2                   | Хорватія           | Відбір до ЧС 2018    | -    |          |
| 9-11-2017  | Загреб              | Хорватія          | 4 – 1                   | Греція             | Відбір до ЧС 2018    | -    |          |
| 12-11-2017 | Пірей               | Греція            | 0 – 0                   | Хорватія           | Відбір до ЧС 2018    | -    |          |
| 23-3-2018  | Маямі               | Перу              | 2 – 0                   | Хорватія           | товариський матч     | -    |          |
| 27-3-2018  | Арлінгтон           | Мексика           | 0 – 1                   | Хорватія           | товариський матч     | -    |          |
| 3-6-2018   | Ліверпуль           | Бразилія          | 2 – 0                   | Хорватія           | товариський матч     | -    |          |
| 8-6-2018   | Осієк               | Хорватія          | 2 – 1                   | Сенегал            | товариський матч     | -    |          |
| 16-6-2018  | Калінінград         | Хорватія          | 2 – 0                   | Нігерія            | ЧС 2018 - 1-й етап   | -    |          |
| 21-6-2018  | Нижній Новгород     | Аргентина         | 0 – 3                   | Хорватія           | ЧС 2018 - 1-й етап   | -    |          |
| 1-7-2018   | Нижній Новгород     | Хорватія          | 1 – 1 д.ч. (3 - 2 п.п.) | Данія              | ЧС 2018 - 1/8 фіналу | -    |          |
| 7-7-2018   | Сочі                | Росія             | 2 – 2 д.ч. (3 - 4 п.п.) | Хорватія           | ЧС 2018 - 1/4 фіналу | 1    | 101'     |
| Усього     |                     | Матчів            | 63                      |                    | Голів                | 3    |          |

## Титули та досягнення
- Чемпіон Хорватії: 2011/12.
- Володар Кубка Хорватії: 2011/12.
- Володар Кубка України: 2013/14, 2014/15
- Чемпіон України: 2014/15, 2015/16
- Чемпіон Туреччини: 2020/21
- Володар Кубка Туреччини: 2020/21
- Володар Суперкубка Туреччини: 2021
- Чемпіон Греції: 2022/23
- Володар кубка Греції: 2022/23

Збірні
- Віце-чемпіон світу: 2018
- Бронзовий призер чемпіонату світу: 2022

## Цікаві факти
Під час Революції гідності Домагой Віда разом з Вукоєвичем ходили на Майдан. Коли в Україні розпочалася війна, родичі вмовляли Домагоя покинути «Динамо», але він не захотів.
4 листопада 2016 р. Домагой Віда потрапив у неприємний інцидент — о 4:50 ранку автомобіль хорватського захисника «Динамо», за кермом якого знаходився сам футболіст, був зупинений київськими патрульними. Згідно з протоколом правоохоронців, Віда пройшов алкотест, який показав 1,51 проміле. Допустима норма — 0,2. Інцидент не завадив хорвату з капітанською пов'язкою вивести «Динамо» на поле в матчі проти «Дніпра» (2:1), в якому захисник відіграв весь поєдинок.